# 亚德莫迪凯
亚德莫迪凯（直译：「莫迪凯纪念碑」）是以色列南部区的一个基布兹，位于阿什凯隆以南10公里处，受阿什克隆海岸地區議會管辖。截至2021年，亚德莫迪凯的人口为792人。

## 历史

### 早期建立与发展

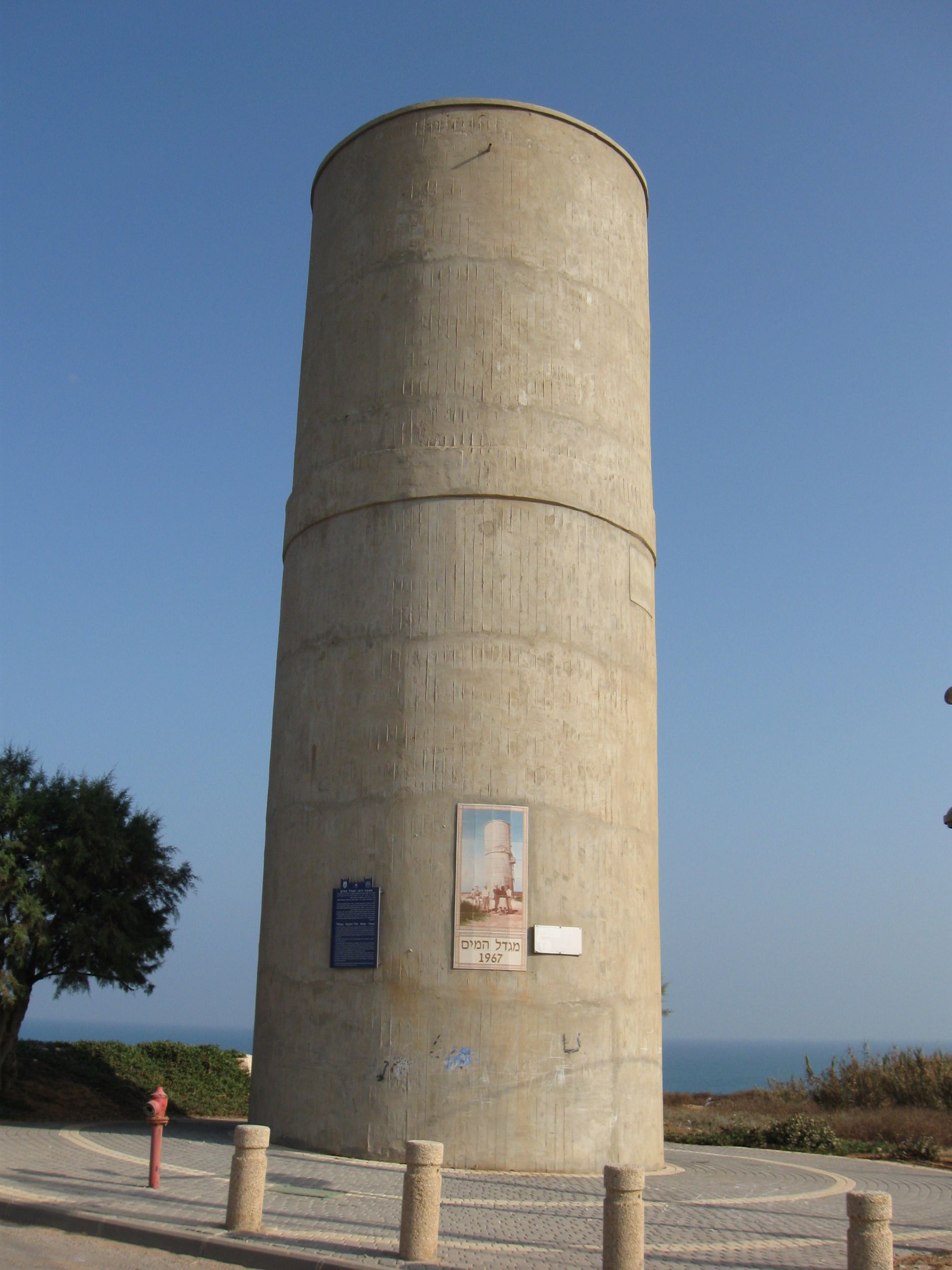
内坦亚北部的米茨佩哈亚姆水塔遗址

该社区于1936年由来自波兰的青年衛士成员成立，他们最初在内坦亚附近建立名为“米茨佩哈亚姆”（מצפה הים，Mitzpe Hayam）的基布兹。接下来七年，基布兹的主要收入来自渔业，其成员学习海洋渔业、蔬菜种植和蜜蜂养殖，并在内坦亚的道路铺设部门、果园、面包店等地工作。后来，分配给该基布兹的14杜纳亩土地无法满足其发展需求，成员们希望将其迁移到能够支持农业发展的地区。
1943年12月，该基布兹迁至定居机构指定的区域，即位于阿什凯隆以南约10公里处的现址。1944年9月，该基布兹接通电网。1945年英属巴勒斯坦托管地政府进行的人口调查中，米茨佩哈亚姆的人口被算作希里比亚村的一部分，当时希里比亚村共有2,300名居民，其中2,200人是穆斯林，40人是基督徒，60人是犹太人（即米茨佩哈亚姆的居民）。

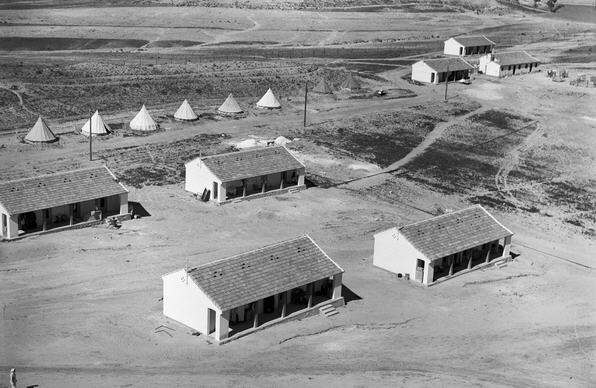
1941年的亚德莫迪凯

几个月后，成员们认为米茨佩哈亚姆已不适合作为该基布兹的名称，提出的新名称包括“阿德伊尔阿姆”（אדיר עם，Adyr'am），该名称与先前建立的定居点盖瓦尔阿姆和尼尔阿姆相对应。1945年4月15日，青年卫士的领导人来到该地，希望采用華沙猶太區起義中猶太戰鬥組織第一任指挥官莫德哈伊·阿涅萊維奇的名字为该基布兹命名。基布兹成员讨论后认为，该名字反映了纳粹大屠杀时期的英雄事迹，比阿德伊尔阿姆更适合作为该基布兹的名称。1946年2月15日，在与梅厄·雅里会面后，双方同意将基布兹更名为“拉马特莫迪凯”（רמת מרדכי，Ramat Mordecha）或“吉瓦特莫迪凯”（גבעת מרדכי，Givat Mordechai）。1946年9月4日，KKL名称委员会批准将该基布兹更名为“特拉莫迪凯”（תל מרדכי，Tel Mordechai）。1947年4月15日，最终决定将基布兹的名称从“米茨佩哈亚姆”更改为“亚德莫迪凯”。1947年5月20日，新名称正式注册，报刊上也刊登了更名公告。

### 1948年阿拉伯-以色列战争
1947年11月29日，联合国大会通过第181号决议，将巴勒斯坦地区划分为阿拉伯国和犹太国。此后，阿拉伯人的暴力行动不断增加。根据划分地图，亚德莫迪凯将被纳入阿拉伯国。
1948年阿拉伯-以色列戰爭期间，该基布兹遭到埃及的袭击，引发亚德莫迪凯战役。1948年5月19日至20日，埃及人多次袭击亚德莫迪凯，但未能攻占。5月23日，埃及人发起最后一次进攻，成功占领了该基布兹的部分地区，随后以色列守军撤退。经过数小时的轰炸，该基布兹最终于5月24日落入埃及人手中。
战争结束后，亚德莫迪凯在原希里比亚村的土地上扩建，该村庄是英属巴勒斯坦托管地时期巴勒斯坦人的村庄，已在战时人口锐减。

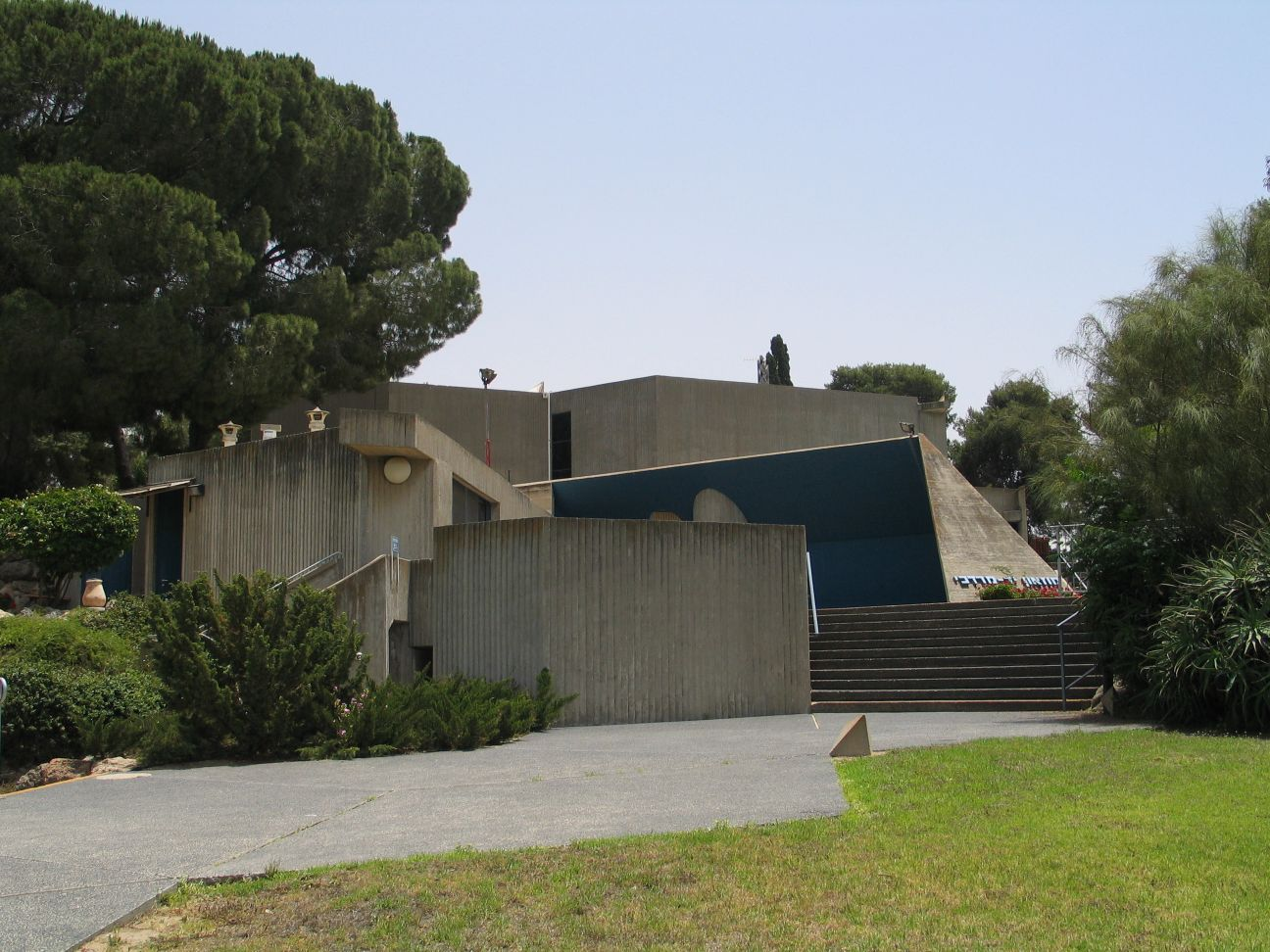
从大屠杀到复兴博物馆

该地的“从大屠杀到复兴博物馆”于1968年5月开放，主要纪念犹太人对抗纳粹以及亚德莫迪凯战役的历史。由内森·拉波波特创作的莫迪凯雕像是该基布兹的地标，雕像中的莫迪凯紧握手榴弹，雕像一旁是1948年5月被埃及人摧毁的水塔。

### 2023年以色列-哈马斯战争
2023年10月7日，哈马斯发动对以色列的突然袭击，导致以色列—哈馬斯戰爭爆发。当天，哈马斯武装分子乘坐一辆摩托车和一辆丰田面包车袭击了该基布兹。基布兹的待命小队与边境警察的增援部队成功阻止了他们进入基布兹，并坚守阵地，直到国家反恐部队赶到并将武装分子歼灭，其中一人被逮捕。该基布兹没有人员伤亡。
该基布兹也是哈马斯发动的几次火箭弹袭击的目标。

## 经济
亚德莫迪凯的蜂蜜、果酱和橄榄油品牌已与以色列食品制造商施特劳斯集团达成合作，亚德莫迪凯还占有以色列60%的蜂蜜市场份额。

## 知名人物
- 莫蒂·佩里（英语：Motty Perry）（1949年出生），以色列学者

## 延伸阅读
- Larkin, Margaret（英语：Margaret Larkin） (1968) The Hand of Mordechai New York/South Brunswick; originally published as "The Six Days of Yad Mordechai" by the Yad Mordechai Museum in Hebrew in 1963, and in English in 1965.